# Кёхюнлю
Кохунлу — село в одноимённом административном округе Кюрдамирского района. Муниципалитет Кохунлу был основан в 1999 году. Состоит из селов Кохунлу, Карамахмудлу и Шушун.

## Этимология
Прежнее имя Кохунлу было Гилян Кохунлу. Поселок также назывался Фатиханлы, потому что он был основан в 19 веке в результате поселения семей, принадлежащих человеку по имени Фатихан. Кохунлу — это название одной из двух ветвей племени новрузали.

## Население
По данным переписи 2009 года, в селе проживает 1140 человек. Основными занятиями населения являются сельское хозяйство, скотоводство и животноводство.